# Telecí maso

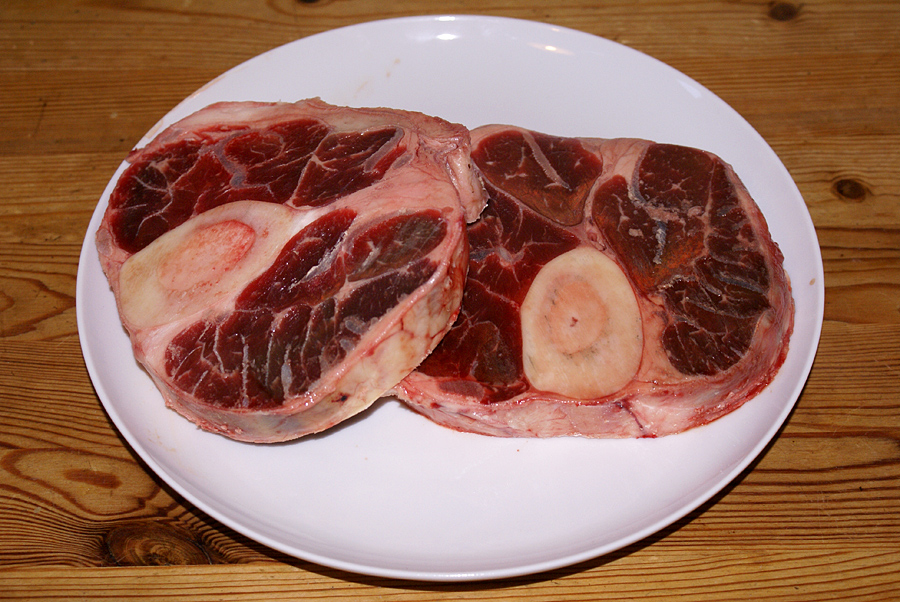
Telecí maso

Telecí maso je maso z telat – mláďat tura domácího. Má velmi jemnou, i když méně výraznou, chuť. Je to maso libové a lehce stravitelné, proto bývá součástí dětské a dietní stravy. Nejkvalitnější je maso z telat okolo hmotnosti 60 kg. Vhodné do diety, velmi nízký obsah tuků (3–6 %).

## Nutriční hodnota
Telecí maso obsahuje různé vitamíny (A, B, D, E), stopové prvky (železo, vápník, selen, hořčík) a jiné zdraví prospěšné látky (karnosin a kreatin).